# Leptobrachella palmata
Espèce
Statut de conservation UICN

 CR B1ab(iii)+2ab(iii) : 
En danger critique
Leptobrachella palmata est une espèce d'amphibiens de la famille des Megophryidae.

## Répartition
Cette espèce est endémique de l'État de Sabah en Malaisie orientale, sur l'île de Bornéo. Elle se rencontre à environ 310 m d'altitude dans la réserve forestière de Lipaso,.

## Publication originale
- Inger & Stuebing, 1992 "1991" : A new species of frog of the genus Leptobrachella Smith (Anura: Pelobatidae), with a key to the species from Borneo. Raffles Bulletin of Zoology, vol. 39, no 1, p. 99-103 (texte intégral).